# Manfred Bruns

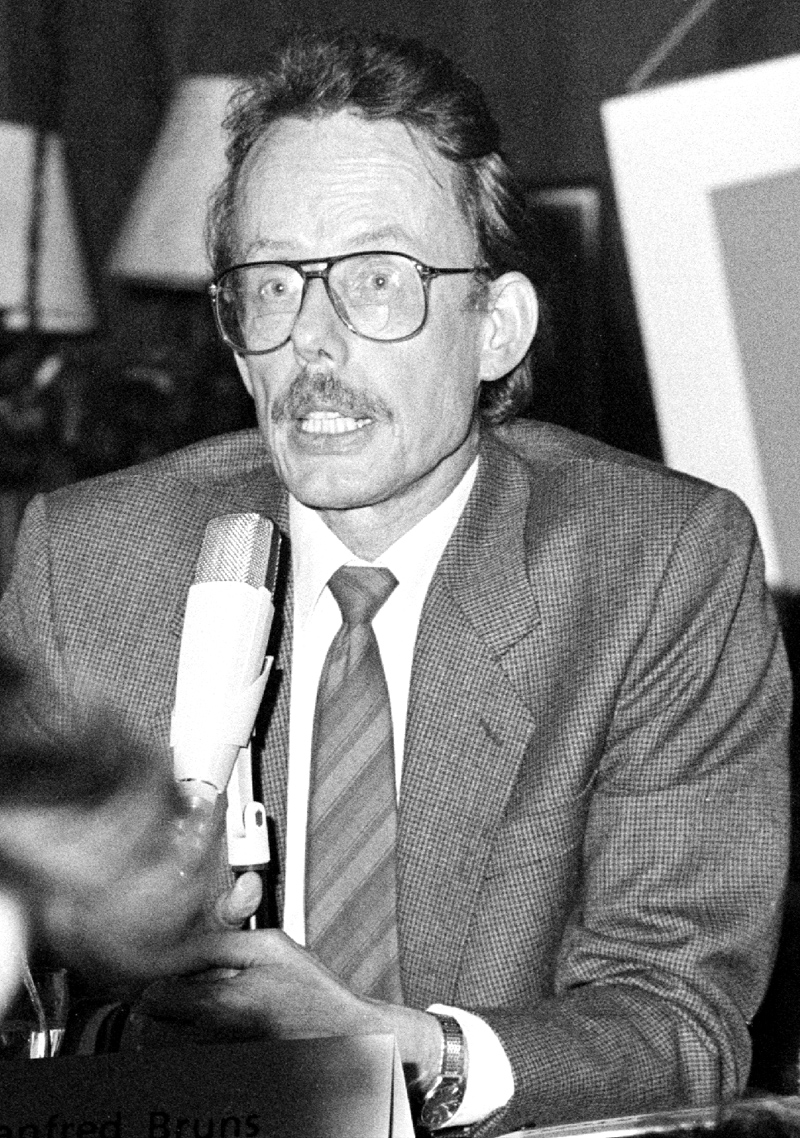
Manfred Bruns (1986)

Manfred Bruns (* 17. Juli 1934 in Linz am Rhein; † 22. Oktober 2019 in Karlsruhe) war ein deutscher Staatsanwalt. Bis zu seiner Pensionierung im Sommer 1994 war er Bundesanwalt am Bundesgerichtshof (Karlsruhe). Er war Sprecher des Lesben- und Schwulenverbands in Deutschland (LSVD), inzwischen LSVD+ – Verband Queere Vielfalt.

## Leben
Manfred Bruns wurde 1934 in Linz am Rhein in ein katholisches Elternhaus geboren. 1961 heiratete er seine Frau Helga, mit der er über viele Jahre eine traditionelle Ehe führte, aus der drei Kinder hervorgingen. 1963 begann seine Karriere bei der Bundesanwaltschaft in Karlsruhe. Anfang der 1980er Jahre outete er sich gegenüber seiner Frau – und etwas später gegenüber seinen jugendlichen Kindern – als homosexuell. 1983 weihte er seinen damaligen Chef, Generalbundesanwalt Kurt Rebmann, ein, der ihn von allen Staatsschutzangelegenheiten abzog, da er ihn als Sicherheitsrisiko einstufte und auch versuchte, ihn strafrechtlich zu verfolgen. 1985 berichtete die Boulevardzeitung Bild über Bruns: „Bundesanwalt Manfred Bruns bekennt: Ich bin schwul.“
Seit 1993 lebte er mit seinem Lebensgefährten in Karlsruhe. Das Ehepaar ließ sich nie scheiden. „Ich habe sehr viel Glück gehabt“, sagte Bruns. „Ich habe eine wunderbare Frau gefunden, die mich so toleriert, wie ich bin.“ Bruns unterstützte die Abschaffung des Strafrechtsparagrafen 175 am 11. Juni 1994, der seit 1872 bestand und bis 1969 sexuelle Handlungen von Männern (jedes Alters) untereinander, danach solche mit Jugendlichen unter 21 Jahren und ab 1973 nur noch mit männlichen Jugendlichen unter 18 Jahren in der Bundesrepublik Deutschland unter Strafe gestellt hatte.
Manfred Bruns starb im Oktober 2019 im Alter von 85 Jahren.

## Homosexuellenrechte
Bruns engagierte sich in zahlreichen Artikeln und Vorträgen für die Rechte der Homosexuellen und für Menschen mit AIDS. Er war für die SPD Mitglied der Enquete-Kommission „AIDS“ des Deutschen Bundestages.
Mit Volker Beck und Günter Dworek setzte Bruns sich für die Gleichstellung homosexueller Lebensgemeinschaften zunächst im (von 1986 bis 1997 existierenden) westdeutschen Bundesverband Homosexualität ein. Ab 1990 war er im SVD (Schwulenverband der DDR), dem späteren LSVD (Lesben und Schwulenverband in Deutschland) bzw. inzwischen LSVD+ – Verband Queere Vielfalt, aktiv. Er vermittelte Hilfe für Schwule und Lesben bei rechtlichen und sozialen Problemen.
Er vertrat den LSVD bei zahlreichen Anhörungen des Deutschen Bundestages und vor dem Bundesverfassungsgericht.

## Ehrungen
Bundespräsident Roman Herzog verlieh Bruns anlässlich seines Ausscheidens aus dem aktiven Dienst „für sein gesellschaftliches und gesellschaftspolitisches Engagement für die Emanzipation und Anerkennung Homosexueller, für den Schutz ihrer Rechte und für die Wahrung der Würde von Menschen, die HIV-positiv oder an AIDS erkrankt sind“, am 27. Oktober 1994 das Bundesverdienstkreuz 1. Klasse.
Er erhielt die Magnus-Hirschfeld-Medaille 2002 für besondere Verdienste um die Sexualreform.
2012 erhielt Bruns den ersten „Preis für das Engagement gegen Diskriminierung“ der Antidiskriminierungsstelle des Bundes. Aus diesem Anlass veröffentlichte die Hirschfeld-Eddy-Stiftung eine Festschrift zu Ehren von Bruns. Im selben Jahr wurde Bruns der Rosa-Courage-Preis verliehen.
2017 erhielt er die „Kompassnadel“ des Schwulen Netzwerks NRW für seinen Einsatz für die Rehabilitation der nach § 175 verurteilten Männer sowie seinen Einsatz für die gleichgeschlechtliche Ehe.